# Куяган
Куяга́н (рос. Куяган) — село у складі Алтайського району Алтайського краю, Росія. Адміністративний центр Куяганської сільської ради.

## Населення
Населення — 799 осіб (2010; 1037 у 2002).
Національний склад (станом на 2002 рік):
- росіяни — 97 %